# Acicula fusca
Acicula fusca là một loài ốc nhỏ sống đất liền trong họ Aciculidae.

## Miêu tả
Vỏ của loài này dài và hẹp, chiều dài đạt tối đa 2 mm.

## Môi trường sống
Loài này sống trong rêu ẩm ướt và trong rác lá trong đất có nguồn gốc đá vôi. Do chúng nhỏ nên nó khó bị phát hiện.